# Сальнаволок
Са́льнаволок (карел. Saljnavolok, фин. Saliniemi) — деревня в Беломорском районе Республики Карелия. Входит в состав Беломорского городского поселения.

## Общие сведения
Расположена на западном берегу Онежской губы Белого моря в трёх километрах юго-восточнее Беломорска. Западнее деревни находится 19 шлюз Беломорско-Балтийского канала, являющийся последним по счёту на пути в Белое море.

## Население
| 2002 | 2009 | 2010 | 2013 |
| ---- | ---- | ---- | ---- |
| 53   | ↘9   | ↗19  | ↘17  |

## История
Одна из двух деревень на Поморском берегу, основанных карелами.

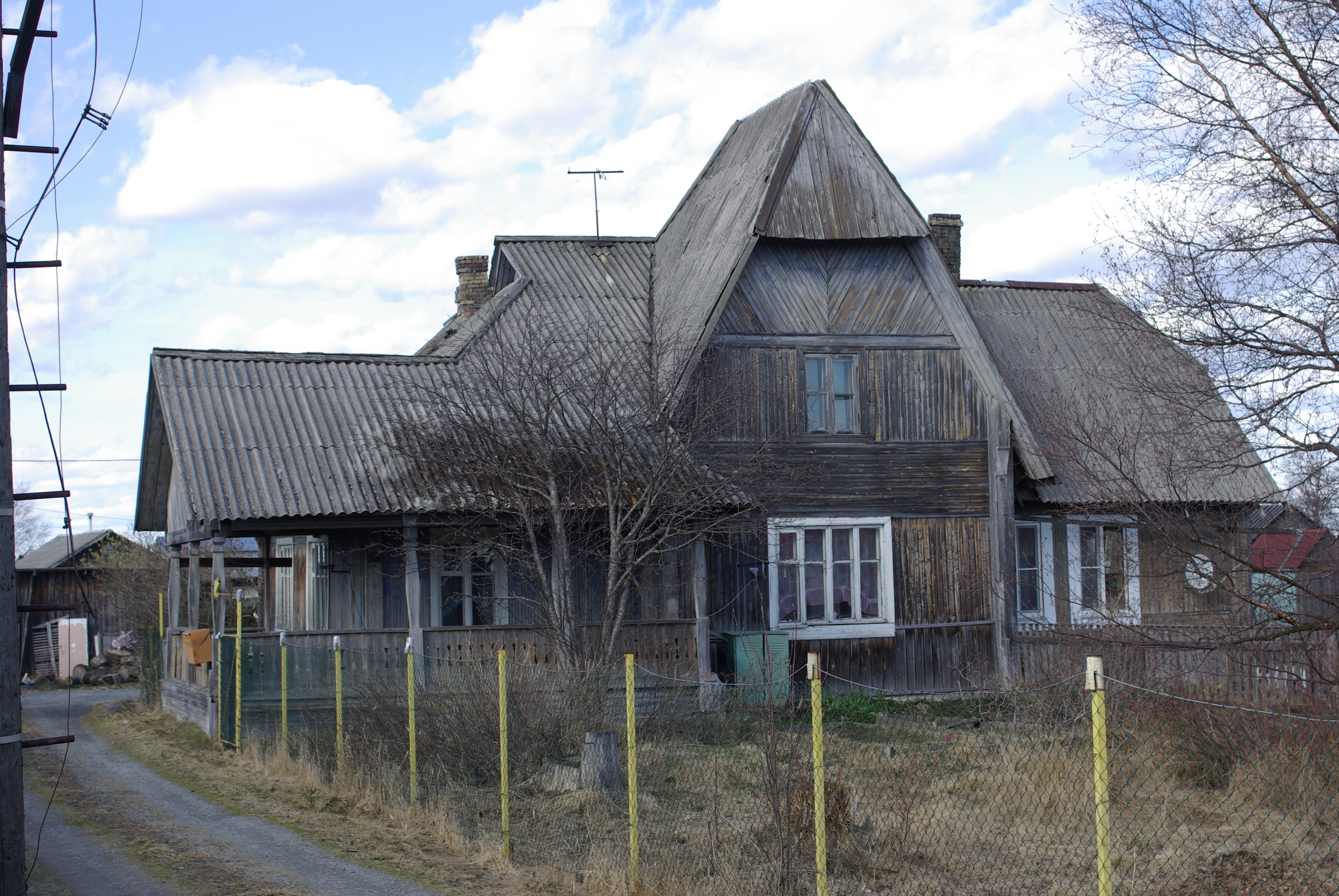
Дом в деревне Сальнаволок

В 1921 году Беломорье, в том числе и Сальнаволок, посетила научно-исследовательская экспедиция В. В. Никольского. Упоминание деревни встречается в отчёте экспедиции, опубликованном в 1927 году. Согласно переписи 1926 года население деревни составляло 149 человек, все (100 %) являлись по национальности карелами.
Описание Сальнаволока начала 1940-х годов можно встретить в книге И. М. Дьяконова:
За каналом, на той стороне, находилась деревня Сальнаволок, очень красивая, похожая на Кижи: старинные дома из огромных бревен с внешними лестницами на галерею второго жилья, скошенные первые этажи, резьба. Жили в них поморы и карелы, их не эвакуировали.

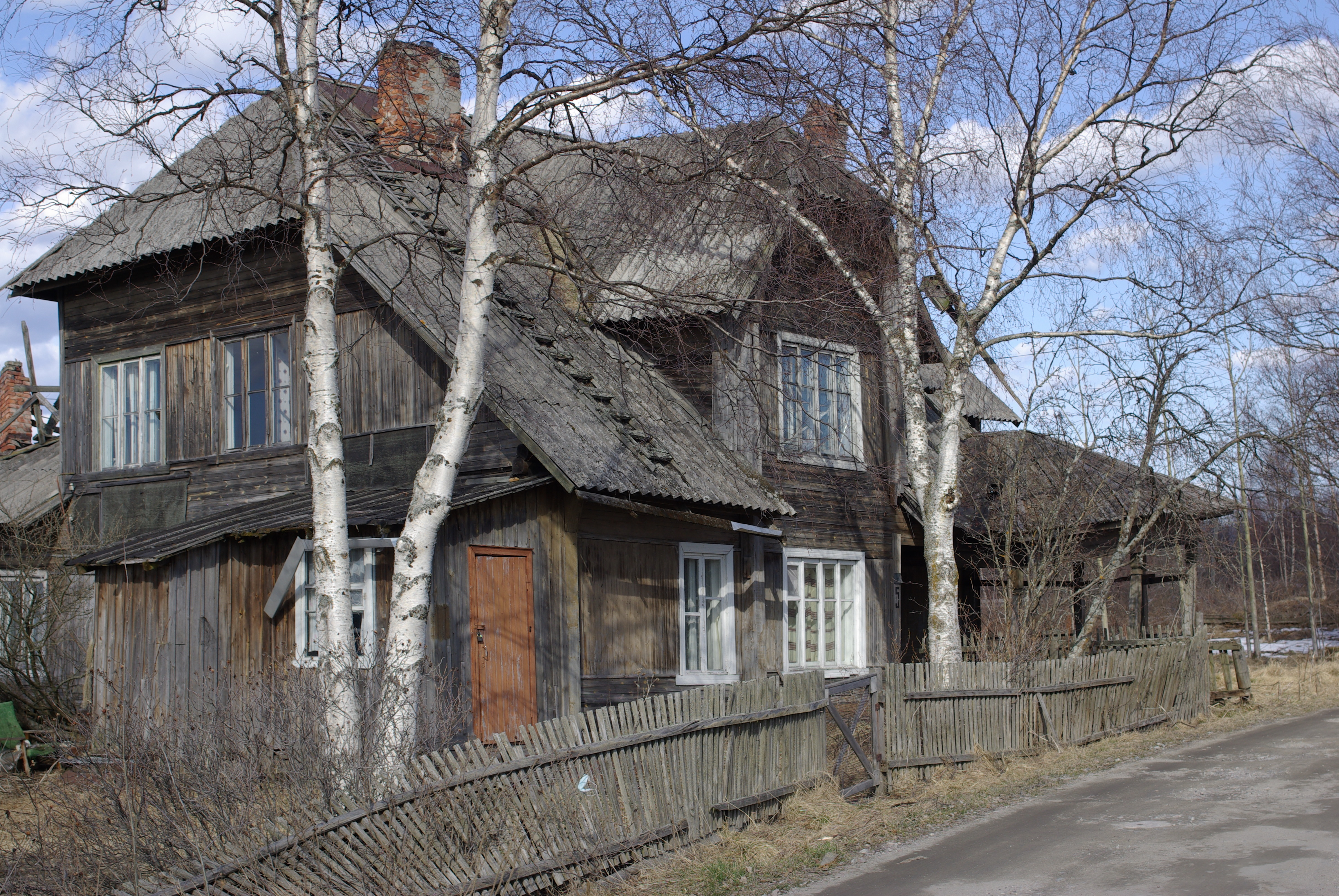
Дом в деревне Сальнаволок с верандой (2022)

В 2022 описаных старинных домов в деревне не наблюдается.

## Туризм
В 2005 году был окончен проект «Карельские каникулы», целью которого было исследование и развитие туристского потенциала Карелии. В число туристических мест Карелии входит и Сальнаволок. В настоящее время посещение деревни входит в программу обзорных экскурсий исторических поморских мест..

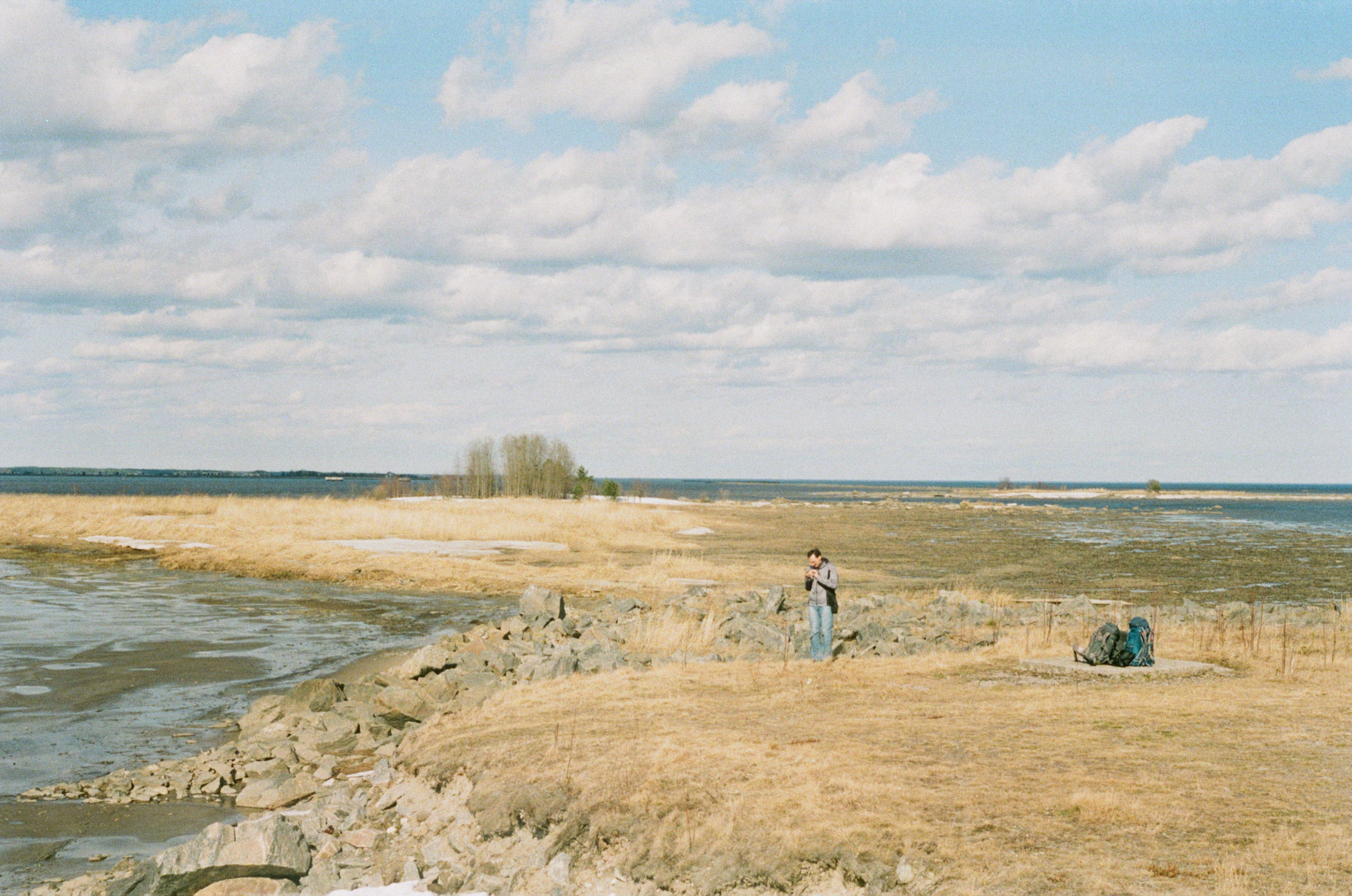
Берег Белого моря у деревни Сальнаволок (2022)

Каждую зиму прибрежные воды Белого моря у Сальнаволока привлекают множество любителей зимней рыбалки